# Hasičské muzeum (Ostrava)
Hasičské muzeum města Ostravy sídlí v Ostravě-Přívoze na Zákrejsově ulici. Otevřeno bylo 9. května 2005. Budova, ve které je situováno, byla postavena v roce 1905. Do roku 1919 se o ni dělil německý dobrovolný sbor hasičů a Přívozská spořitelna. Po tomto roce využíval celou budovu nově založený český sbor dobrovolných hasičů. Ten byl zrušen roku 1980. Poté zde sídlila Městská inspekce požární ochrany v Ostravě, které objekt sloužil především jako školicí středisko.
Rekonstrukce a dostavba současného Hasičského muzea proběhla v létech 2003–2004. Investorem akce bylo statutární město Ostrava. Expozice je rozdělena do šesti tematických částí:
- Dýchací technika
- Modelové situace
- Ukázka spolupráce IZS při dopravní nehodě
- Videoprojekce
- Vývoj hasičství
- Vývoj hasicí techniky